# Saint-Quentin-le-Verger
Saint-Quentin-le-Verger ist eine französische Gemeinde mit 112 Einwohnern (Stand: 1. Januar 2022) im Département Marne in der Region Grand Est. Sie gehört zum Kanton Vertus-Plaine Champenoise und zum Arrondissement Épernay. 

## Lage
Sie ist umgeben von folgenden Nachbargemeinden:
| Barbonne-Fayel            |                                             | Villeneuve-Saint-Vistre-et-Villevotte |
| Fontaine-Denis-Nuisy      | Kompassrose, die auf Nachbargemeinden zeigt |                                       |
| La Celle-sous-Chantemerle | Saron-sur-Aube                              | Allemanche-Launay-et-Soyer            |

## Bevölkerungsentwicklung
| Jahr                       | 1962 | 1968 | 1975 | 1982 | 1990 | 1999 | 2008 | 2018 |
| -------------------------- | ---- | ---- | ---- | ---- | ---- | ---- | ---- | ---- |
| Einwohner                  | 150  | 163  | 140  | 113  | 114  | 114  | 130  | 120  |
| Quellen: Cassini und INSEE |      |      |      |      |      |      |      |      |

## Sehenswürdigkeiten

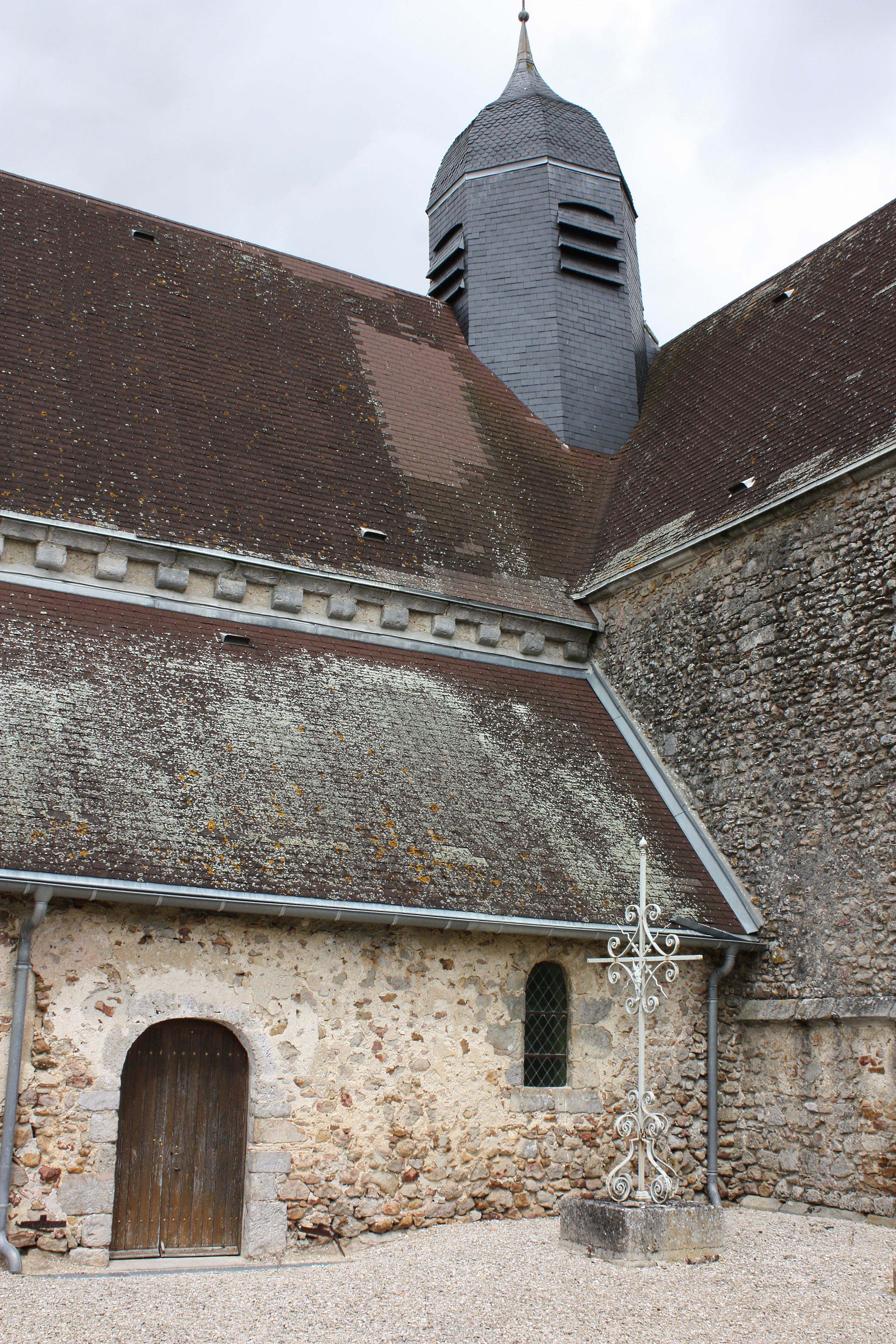
Kirche Saint-Quentin

- Kirche Saint-Quentin